# Лехтинен, Лаури
Лаури Алексантери Лехтинен (фин. Lauri Aleksanteri Lehtinen; 10 августа 1908, Борго, Нюландская губерния — 4 декабря 1973, Хельсинки) — финский бегун на длинные дистанции, который специализировался в беге на 5000 метров. Олимпийский чемпион 1932 года и серебряный призёр Олимпийских игр 1936 года.
Экс-рекордсмен мира в беге на 5000 метров — 14.17,0.
Личный рекорд в беге на 3000 метров — 8.19,6, в беге на 10 000 метров — 30.15,0.
В 1940 году Лехтинен пожертвовал свою золотую медаль Лос-Анджелеса солдату, который служил с отличием на Карельском перешейке. Это был знак уважения к Гуннару Хёкерту, который пошёл добровольцем в армию и пал в бою за день до своего 30-летия во время советско-финской войны на Карельском перешейке.

## Семья
- Сын — Калеви Лехтинен[фин.] (1936—2011), евангелист.

## Память
В деревне Керккоо в Порвоо есть дорога, названная в его честь «Галстук Лаури Лехтинена».